# Arabis nova
Arabis nova är en korsblommig växtart som beskrevs av Dominique Villars. Arabis nova ingår i släktet travar, och familjen korsblommiga växter.

## Underarter
Arten delas in i följande underarter:
- A. n. iberica
- A. n. nova

## Bildgalleri

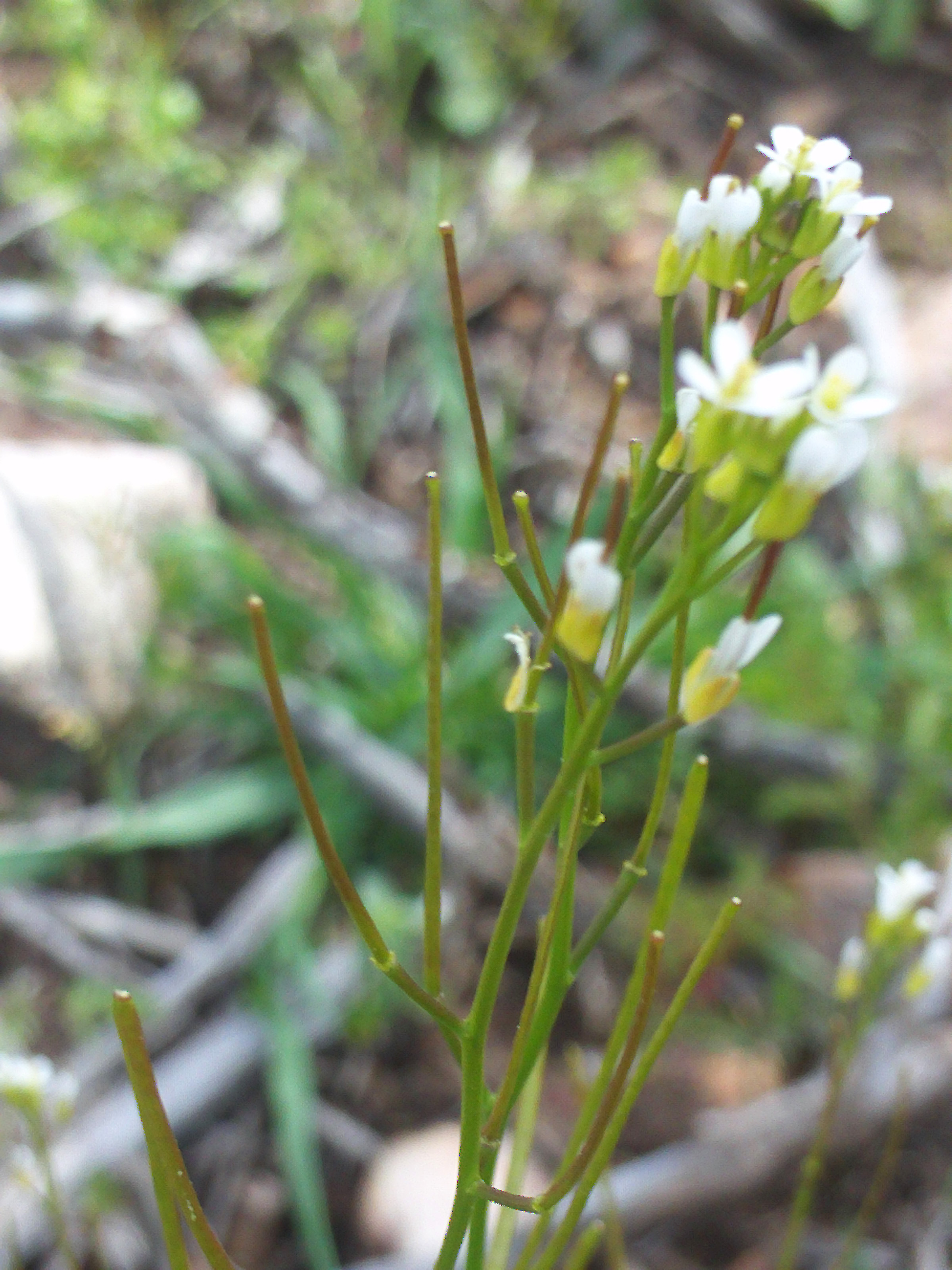
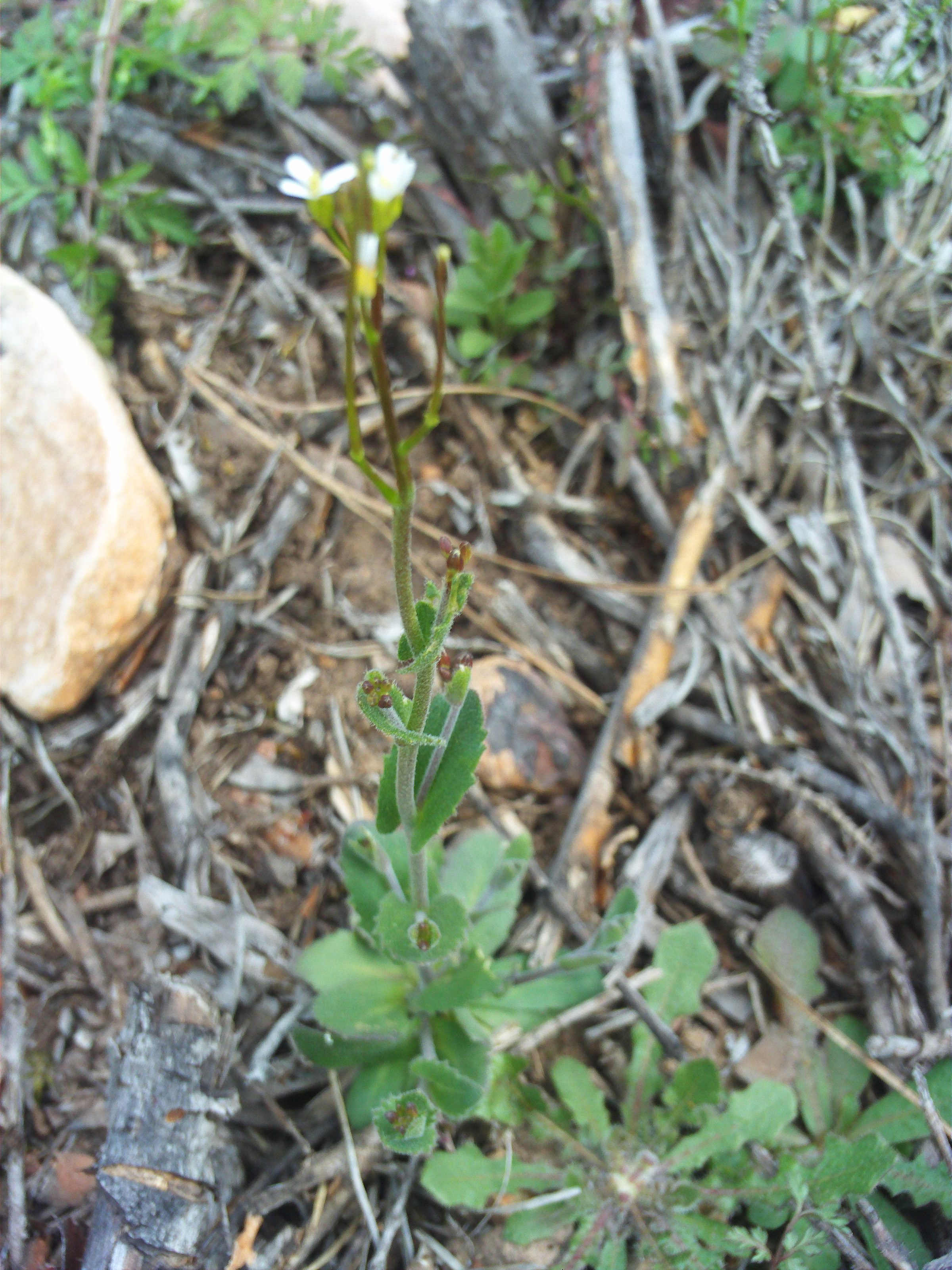